# Radymno (gemeente)
De gemeente Radymno is een landgemeente in het woiwodschap Subkarpaten, in powiat Jarosławski.
De zetel van de gemeente is in Radymno.
Op 30 juni 2004, telde de gemeente 11 336 inwoners.

## Oppervlakte gegevens
In 2002 bedroeg de totale oppervlakte van gemeente Radymno 182,44 km², waarvan:
- agrarisch gebied: 74%
- bossen: 15%

De gemeente beslaat 17,73% van de totale oppervlakte van de powiat.

## Plaatsen
Budzyń, Chałupki Chotynieckie, Chotyniec, Duńkowice, Grabowiec, Korczowa, Łazy, Michałówka, Młyny, Nienowice, Ostrów, Skołoszów, Sośnica, Święte, Wola Zaleska, Zabłotce, Zamojsce.

## Aangrenzende gemeenten
Chłopice, Jarosław, Laszki, Orły, Radymno, Stubno, Wielkie Oczy. De gemeente grenst aan Oekraïne.